# Sean Bean
Shaun Mark "Sean" Bean (17. travnja 1959.) engleski je kazališni, filmski i televizijski glumac, koji se u svojoj domovini proslavio tumačeći lik pukovnika Richarda Sharpea u popularnoj seriji TV-filmova, dok je među svjetskom publikom poznat po nizu sporednih, ali upečatljivih uloga "tvrdih momaka". Među njima se ističu Boromir u Družini prstena i Eddard Stark u Igri prijestolja.

## Vanjske poveznice
- Sean Bean u internetskoj bazi filmova IMDb-u (engl.)
- The Company: A Biographical Dictionary of the RSC: Online database  Arhivirana inačica izvorne stranice od 22. svibnja 2020. (Wayback Machine)